# Jonas Dembélé
Jonas Dembélé (* 15. Mai 1963 in Sokoura) ist Bischof von Kayes.

## Leben
Jonas Dembélé studierte am Priesterseminar von Bamako und empfing am 12. Juli 1992 die Priesterweihe. Nach Tätigkeiten als Gemeindepfarrer wurde er 2002 Pfarrer an der Kathedrale des Bistums San. Von 2008 bis 2010 war er Generalsekretär der nationalen Priestervereinigung von Mali.
Am 31. Januar 2013 ernannte ihn Papst Benedikt XVI. zum Bischof von Kayes. Die Bischofsweihe spendete ihm der Apostolische Nuntius in Mali, Martin Krebs, am 11. Mai desselben Jahres; Mitkonsekratoren waren Jean Zerbo, Erzbischof von Bamako und Jean-Gabriel Diarra, Bischof von San.
Seit 2017 ist Dembélé Vorsitzender der malischen Bischofskonferenz.